# Mangudai

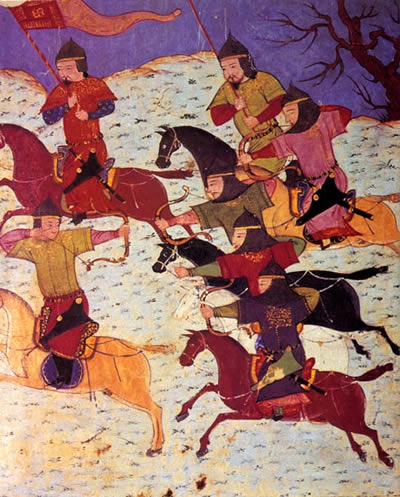
Cavaleiros mangudais

Mangudai ou mungadai eram unidades militares do Império Mongol, mas as fontes diferem amplamente em suas descrições. Uma fonte afirma que as referências às "tropas suicidas", como as vezes eram caracterizados, remontam ao século XIII.